# Nectaropetalum zuluense
Nectaropetalum zuluense är en tvåhjärtbladig växtart som först beskrevs av Schönl., och fick sitt nu gällande namn av A.G. Corbishley. Nectaropetalum zuluense ingår i släktet Nectaropetalum och familjen Erythroxylaceae. Inga underarter finns listade i Catalogue of Life.